# 印度音乐产业协会
印度音乐产业协会（英語：Indian Music Industry），是於1936年2月28日建立的印度非營利音樂協會，總部設立在孟买。协会是國際唱片業協會的成員與国际标准音像制品编码管理機構，負責製作官方音樂排行榜和頒發唱片銷售認證，亦是全球历史第二悠久的唱片协会。

## 榜单
印度音乐产业协会宣布成立国际版榜单，该榜单于2021年6月21日正式启用，第一首榜单冠军歌曲是韩国防弹少年团的单曲〈Butter〉。